# Amadeus (peça)
Amadeus é uma peça de teatro britânica de 1979 escrita pelo dramaturgo Peter Shaffer, inspirada no drama Mótsart i Sal'yéri, de Alexandre Pushkin. Apresentada pela primeira vez no Royal National Theatre em Londres em 2 de novembro de 1979, a obra segue a história dos compositores Wolfgang Amadeus Mozart e Antonio Salieri, a qual foi adaptada para o cinema no filme homônimo de 1984, dirigido por Miloš Forman.
Venceu o Tony Award de melhor peça de teatro.